# باغشلو كندي
باغشلو كندي هي قرية في مقاطعة بارس أباد، إيران. يقدر عدد سكانها بـ 201 نسمة بحسب إحصاء 2016.